# 芬宁根
芬宁根（德語：Finningen，發音：[ˈfɪnɪŋən]）是德国巴伐利亚州施瓦本行政区多瑙河畔迪林根县的市镇，总面积27.82平方千米，2023年12月31日总人口为1,849人。